# Dağdeviren, Gerger
Dağdeviren là một xã thuộc huyện Gerger, tỉnh Adıyaman, Thổ Nhĩ Kỳ. Dân số thời điểm năm 2011 là 498 người.